# Xã Williamsburg, Quận Phelps, Nebraska
Xã Williamsburg (tiếng Anh: Williamsburg Township) là một xã thuộc quận Phelps, tiểu bang Nebraska, Hoa Kỳ. Năm 2010, dân số của xã này là 153 người.